# Pedro Mario Herrero López
Pedro Mario Herrero López (Santiago Arenas, Siero, Astúries, 21 de novembre de 1928 - Jerez de la Frontera, Cadis, 25 de març de 2005) va ser un director de cinema, guionista, dramaturg i periodista espanyol.
Passà la seva joventut a Llangréu on es va preparar per a ser enginyer de mines, però finalment marxà a París per estudiar cinematografia amb Jules Dassin. Des de 1961 es va estrenar com a guionista i el 1965 va guanyar el premi del Festival de la Joventut de Canes amb La barrera, de la que també en fou guionista. Durant els anys seixanta també va escriure novel·les i peces de teatre, i fou corresponsal a la guerra de Biafra, guerra de Vietnam i guerra dels sis dies.

## Obres literàries
- La balada de los tres inocentes (teatre)
- No le busques tres piernas al alcalde (teatre)
- A bordo del Terín (teatre)
- Atado y bien atado (novel·la)
- Crónicas desde el Vietnam (1968)

## Filmografia

### Guionista
- La banda de los ocho (1961) de Tulio Demicheli
- Los elegidos (1963), de Tulio Demicheli
- Ensayo general para la muerte (1962), de Juli Coll i Claramunt
- El niño y el muro (1964), d'Ismael Rodríguez
- Los pecados de una chica casi decente (1975) de Mariano Ozores
- El alcalde y la política (1980) de Luis María Delgado
- Morte in Vaticano (1982) de Marcello Aliprandi

### Director
- La barrera (1965)
- Adiós, cordera (1969) adaptació de Leopoldo Alas, Clarín
- Club de solteros (1967)
- No disponibles (1968)
- Si estás muerto, por qué bailas (1971)
- Cao-Xa (1973)
- El gran secreto (1980)

## Premis
Medalles del Cercle d'Escriptors Cinematogràfics
| Any  | Categoria   | Pel·lícula                    | Resultat  |
| ---- | ----------- | ----------------------------- | --------- |
| 1962 | Millor guió | Ensayo general para la muerte | Guanyador |